# Korodà
Korodà (en rus: Корода) és un poble del Daguestan, a Rússia, que en el cens del 2010 tenia 939 habitants. Pertany al districte rural de Gunib.